# Zacharias Joachim Cleve

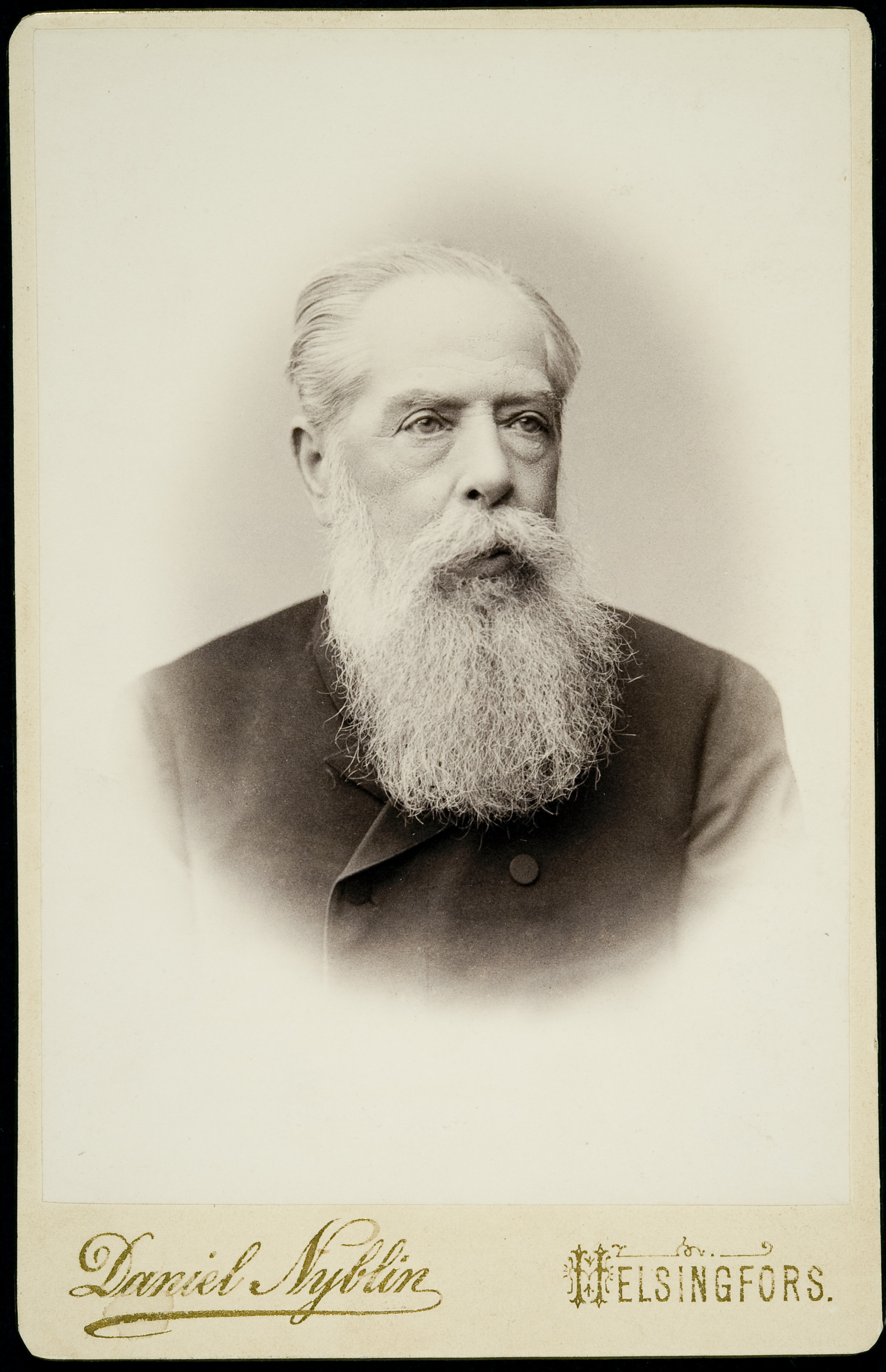
Zacharias Cleve vid mitten av 1890-talet. (Fotografi av Daniel Nyblin.)

Zacharias Joachim Cleve, född 3 december 1820 i Rantasalmi, död 20 januari 1900 i Veckelax, var en finländsk pedagog och filosof.
Cleve blev docent i filosofi vid Helsingfors universitet 1848, och verkade som lektor i filosofi, senare i naturvetenskap vid gymnasiet i Kuopio 1851–1860. Han var professor i pedagogik och didaktik vid Helsingfors universitet 1862–1882. Cleve var en ledande personlighet i arbetet för skolväsendets utveckling i Finland under denna tid samt lantdagsman i prästeståndet vid lantdagarna 1872–1882. Han utgav bland annat två filosofiska akademiska avhandlingar på latin 1848-1850, Försök till lärobok i psykologi (3:e upplagan 1854–1871, utgavs även på finska 1869), Skolan, pedagogiskt utkast (1861), samt Grunddrag till skolpedagogik (1884).

## Utmärkelser
- Sankt Annas orden, tredje klass,  1865[1]
- Sankt Stanislausorden, andra klassen,  1868[1]
- Sankt Annas orden, andra klass,  1878[1]

[Redigera Wikidata]